# Isodictyidae
Los isodíctidos (Isodictyidae) son una familia de esponjas marinas del orden Poecilosclerida.

## Géneros
- Coelocarteria Burton, 1934
- Isodictya Bowerbank, 1864